# Wygoda (Ostróda)
Wygoda (deutsch Ruhwalde) ist ein Ort in der polnischen Woiwodschaft Ermland-Masuren. Er gehört zur Gmina Ostróda (Landgemeinde Osterode in Ostpreußen) im Powiat Ostródzki (Kreis Osterode in Ostpreußen).

## Geographische Lage
Wygoda liegt inmitten des Landschaftsschutzpark Kernsdorfer Höhen (polnisch Park Krajobrazowy Wzgórz Dylewskich) im Südwesten der Woiwodschaft Ermland-Masuren, 21 Kilometer südlich der Kreisstadt Ostróda (deutsch Osterode in Ostpreußen).

## Geschichte
1848 wurde der seinerzeit Kolonie Wygodda genannte Ort erstmals erwähnt. Aus dieser Kolonie Wygodda, die zur Landgemeinde Marienfelde (polnisch Glaznoty) gehörte, wurde am 28. August 1882 die neue Landgemeinde Ruhwalde gebildet, die bis 1945 in den Amtsbezirk Marienfelde im Kreis Osterode in Ostpreußen eingegliedert war.
Im Jahre 1910 zählte Ruhwalde 289 Einwohner. Ihre Zahl belief sich 1933 auf 229 und 1939 auf 220.
Im Jahre 1920 wurde in Ruhwalde ein Zollamt für den Grenzverkehr zwischen dem Deutschen Reich und Polen („Polnischer Korridor“) errichtet. In Kriegsfolge kam Ruhwalde 1945 dann selber mit dem gesamten südlichen Ostpreußen zu Polen und erhielt die polnische Namensform „Wygoda“. Heute ist der Ort mit dem Sitz eines Schulzenamts (polnisch Sołectwo) und dem Ortsteil Wólka Klonowska (Georgenthal) eine Ortschaft im Verbund der Landgemeinde Ostróda (Osterode i. Ostpr.) im Powiat Ostródzki (Kreis Osterode in Ostpreußen), bis 1998 der Woiwodschaft Olsztyn, seither der Woiwodschaft Ermland-Masuren mit Sitz in Olsztyn (Allenstein) zugehörig. Im Jahre 2011 zählte Wygoda 108 Einwohner.

## Kirche
Bis 1945 war Ruhwalde nach Marienfelde hin orientiert: zur dortigen evangelischen Kirche, die zur Kirchenprovinz Ostpreußen der Kirche der Altpreußischen Union gehörte bzw. zur dortigen römisch-katholischen Kirche im Bistum Ermland. 
Heute gehört Wygoda auch weiterhin zur Kirche in Glaznoty, jetzt im Erzbistum Ermland. Die evangelischen Einwohner orientieren sich zur jetzigen evangelisch-methodistischen Kirche Glaznoty oder zur Kirchengemeinde Ostróda der evangelisch-augsburgischen Kirche.

## Verkehr
Wygoda liegt an der Woiwodschaftsstraße 537, die von Lubawa (Löbau in Westpreußen) über Stębark (Tannenberg) bis zur Anschlussstelle Grunwałd der Schnellstraße 7 bei Pawłowo (Paulsgut) verläuft. In Wygoda endet die Kreisstraße (polnisch Droga powiatowa, DP) 1233N, die von Wirwajdy (Warweiden) über Lipowo (Leip) nach hier führt.
Eine Anbindung an den Bahnverkehr besteht nicht. Bis 1945 war Klonau (polnisch Klonowo) die nächste Bahnstation. Sie lag an der in Kriegsfolge dann aufgegebenen Bahnstrecke (Osterode–) Samborowo–Turza Wielka (–Soldau).